# Herb Wusterhusen
Herb Wusterhusen – herb gminy Wusterhusen stanowi hiszpańską tarczę herbową, na której na zielonym tle wyłaniający się z dolnej krawędzi ośmiokątny srebrny czubek wieży kościelnej ze złotym kurkiem na dachu na kulistej głowicy; z prawej strony złoty młotek bednarski, z lewej strony złoty kłos.
Herb został zaprojektowany przez heraldyka Michaela Zapfe z Weimaru i zatwierdzony 29 maja 2000 przez Ministerstwo Spraw Wewnętrznych (Bundesministerium des Innern, für Bau und Heimat).

## Objaśnienie herbu
Herb przedstawia charakterystyczny dla miejscowości ośmioboczny czubek wieży kościelnej, który służył jako punkt orientacyjny dla żeglarzy. Drewniany młotek symbolizuje rzemiosło, a w szczególności bednarstwo. Kłos symbolizuje rolnictwo, które od wieków dominowało na terenie gminy.